# Agnese Pini
Agnese Pini (Carrara, 5 marzo 1985) è una giornalista italiana, dal 1º agosto 2019 direttrice del quotidiano fiorentino La Nazione. Dal 1º luglio 2022 è direttrice di Quotidiano Nazionale, il network del gruppo Monrif che oltre alla Nazione riunisce i quotidiani Il Giorno, Il Resto del Carlino, Il Telegrafo.

## Biografia
Decide di fare la giornalista a 16 anni dopo gli attentati dell'11 settembre 2001, impressionata dai punti di vista espressi negli interventi di Oriana Fallaci, Enzo Biagi, Dacia Maraini e Tiziano Terzani, che il Corriere della Sera pubblicò in seguito al crollo delle Torri gemelle.
Dopo il conseguimento del diploma di maturità scientifica presso il Liceo Guglielmo Marconi di Carrara, si iscrive alla Facoltà di Lettere dell'Università di Pisa nel 2004, laureandosi con lode nel 2007 con una tesi sul carteggio tra Michelangelo Buonarroti e Vittoria Colonna.

## Carriera
Nel 2007 inizia la sua collaborazione con la redazione di Carrara della Nazione, il principale quotidiano della Toscana. Il suo primo articolo esce il 5 marzo 2007, giorno del suo 22º compleanno.
Nel 2009 supera l'esame da giornalista professionista. Nello stesso anno è ammessa alla Scuola di giornalismo «Walter Tobagi» dell'Università Statale di Milano, ma appena sette mesi dopo interrompe quegli studi per rispondere alla chiamata del quotidiano Il Giorno. Si occupa di cronaca nera e giudiziaria nella redazione Metropoli. Collabora anche con l'agenzia ANSA, con Arnoldo Mondadori Editore e con il Gruppo editoriale L'Espresso.
Ritorna alla Nazione nel giugno del 2016 con l'incarico di vice caposervizio della redazione di Siena. L'anno successivo è chiamata nella sede centrale di Firenze, dapprima come vice capocronista e poi come vicedirettrice del quotidiano (maggio 2019). Dal 1º agosto del 2019, all'età di 34 anni, dirige La Nazione, prima donna alla guida del quotidiano. Dal 1º luglio del 2022 assume la direzione di Quotidiano Nazionale (che riunisce Il Giorno, Il Resto del Carlino, Il Telegrafo e La Nazione), diventando così direttrice di tutti i quotidiani del gruppo Monrif.

## Altri incarichi societari
Da maggio 2025 viene nominata Presidente della casa editrice Longanesi.

## Opere
- Un Autunno d'agosto. Chiarelettere, 2023.

L'eccidio nazifascista che ha colpito la mia famiglia. Una storia d'amore mentre la guerra torna a fare paura, .
- La Verità è un fuoco. Garzanti, 2025

Le domande di una figlia al padre, al suo passato e ai suoi silenzi riflessi nel volto della madre. E le risposte inarrestabili tese sul filo del ricordo familiare, nascoste nelle pieghe di un amore segreto.

## Riconoscimenti
Il 23 novembre 2019 ha vinto il premio giornalistico Guidarello.
Il 1 luglio 2021 ha vinto il premio giornalistico Matilde Serao.
Il 2 luglio 2021 ha vinto il Premio Ischia per la Carta Stampata.
Il 27 luglio 2021 la rivista Forbes la inserisce fra le 100 italiane di successo dell'anno.
Nel giugno 2023 ha ricevuto il Premio Marisa Bellisario per la sezione "Informazione".
Nel giugno 2025 ha ricevuto il Premio Andrea Barbato per il giornalismo assegnato da Passaggi Festival.